# Diocesi di Dura
La diocesi di Dura (in latino Dioecesis Durensis seu Duriensis) è una sede soppressa e sede titolare della Chiesa cattolica.

## Storia
Dura, nell'odierna Tunisia, è un'antica sede episcopale della provincia romana di Bizacena.
Di questa sede è noto un solo vescovo, Quodvultdeus, il cui nome figura al 61º posto nella lista dei vescovi della Bizacena convocati a Cartagine dal re vandalo Unerico nel 484; Quodvultdeus era già deceduto in occasione della redazione di questa lista.
Dal 1933 Dura è annoverata tra le sedi vescovili titolari della Chiesa cattolica; dal 20 dicembre 2016 il vescovo titolare è Allwyn D'Silva, già vescovo ausiliare di Bombay.

## Cronotassi

### Vescovi
- Quodvultdeus † (prima del 484)

### Vescovi titolari
- Nicolaus de Agauri †
- Franciscus Antonius von und zu Losenstein † (27 novembre 1690 - 17 giugno 1692 deceduto)
- Gabriele Genghi † (29 gennaio 1798 - ?)
- Francisco de São Luiz (Manoel Justiniano) Saraiva, O.S.B. † (30 aprile 1824 - 3 aprile 1843 confermato patriarca di Lisbona)
- René-Fernand-Bernardin Collin, O.F.M. † (26 maggio 1949 - 21 dicembre 1958 nominato vescovo di Digne)
- Knut Ansgar Nelson, O.S.B. † (2 luglio 1962 - 31 marzo 1990 deceduto)
- Rafal Wladyslaw Kiernicki, O.F.M.Conv. † (16 gennaio 1991 - 23 novembre 1995 deceduto)
- Aloysius Paul D'Souza (11 gennaio 1996 - 8 novembre 1996 nominato vescovo di Mangalore)
- Anthony Giroux Meagher † (30 aprile 1997 - 27 aprile 2002 nominato arcivescovo di Kingston)
- Rafael Martínez Sáinz † (19 giugno 2002 - 6 novembre 2016 deceduto)
- Allwyn D'Silva, dal 20 dicembre 2016